# Soe Min Oo
Soe Min Oo (* 8. März 1988 in Thaung Tar) ist ein myanmarischer Fußballspieler auf der Position eines Stürmers. Er ist ehemaliger Spieler der myanmarischen Fußballnationalmannschaft und aktuell für den Myawady FC aktiv.

## Karriere

### Verein
Soe Min Oo erlernte das Fußballspielen in der Mannschaft des Mandalay Institute of Sports. Von 2004 bis 2005 stand er beim Da Gun FC unter Vertrag. Im Januar 2006 wechselte er innerhalb der damaligen ersten Liga, der Myanmar Premier League, zum YCDC FC. Nach nur einem Jahr schloss er sich den Ligakonkurrenten Kanbawza FC und wurde an der Seite von Khin Maung Lwin und Han Win Aung in seiner Debütsaison erstmals myanmarischer Meister. Nach der umbenennung der Liga in Myanmar National League im Jahr 2009, wurde er in der ersten Saison der neuen Liga Torschützenkönig mit 12 Toren. 2017 wurde er mit Shan United, der neue Name des Kanbawza FC, zum zweiten Mal Landesmeister und stand im Finale des General Aung San Shield. Im Endspiel bezwang er mit der Mannschaft Yangon United mit 2:1 und gewann damit seinen ersten Pokaltitel. Nach 246 Spielen für Shan wechselte er Anfang 2019 zum Ligakonkurrenten Dagon FC nach Rangun. In seiner Debütsaison für den neuen Verein belegte er mit der Mannschaft den vorletzten Tabellenrang und stieg in die Zweitklassigkeit ab. Im August 2022 wechselte er zurück in die Erstklassige Myanmar National League und schloss sich dort den Hauptstadtverein Myawady FC an.

### Nationalmannschaft
Sein Debüt für die Myanmarische Fußballnationalmannschaft gab Soe Min Oo im Rahmen des AFC Challenge Cup 2010 am 20. Februar 2010 gegen die Auswahl aus Tadschikistan. Er nahm an Qualifikationsspielen zur Fußball-Weltmeisterschaft (2014), der Südostasienmeisterschaft (2014) und des AFC Challenge Cup (2014) teil, konnte jedoch keine nennenswerten Erfolge erzielen. Seinen letzten Einsatz im Trikot von Myanmar, absolvierte Soe Min Oo am 29. November 2014 im Rahmen der Südostasienmeisterschaft 2014, gegen die Mannschaft aus Thailand.

### Erfolge
Verein
- Myanmarischer Meister: 2007/08, 2017
- Myanmarischer Pokalsieger: 2017
- Myanmarischer Supercupsieger: 2014

Persönliche Auszeichnungen
- Torschützenkönig der Myanmar National League 2009/2010 (12 Tore)
- Torschützenkönig des AFC President’s Cup 2009 (6 Tore)